# Lyckan, Södermanland
Lyckan är en torrlagd tidigare sjö i Nyköpings kommun i Södermanland och ingår i Svärtaåns huvudavrinningsområde. Sjöns area är 0,017 kvadratkilometer och den befinner sig 40 meter över havet.